# ژوائو گومز
ژوائو گومز (پرتغالی: João Gomes؛ زادهٔ ۱۲ فوریهٔ ۲۰۰۱) بازیکن فوتبال اهل برزیل است که در پست هافبک برای باشگاه فوتبال ولورهمپتون واندررز در لیگ برتر فوتبال انگلستان بازی می‌کند.
وی سابقه بازی برای باشگاه فوتبال فلامینگو نیز در کارنامه دارد و در سال ۲۰۲۲ به همراه این تیم قهرمان جام لیبرتادورس شد.
گومز در سال ۲۰۲۲ در تیم منتخب لیگ سری آ برزیل قرار گرفت.